# Milionów
Milionów – wieś w Polsce położona w województwie śląskim, w powiecie częstochowskim, w gminie Dąbrowa Zielona.
W latach 1975–1998 miejscowość administracyjnie należała do województwa częstochowskiego.